# Aganosma schlechteriana
Aganosma schlechteriana är en oleanderväxtart som beskrevs av H. Lév. Aganosma schlechteriana ingår i släktet Aganosma och familjen oleanderväxter. Inga underarter finns listade i Catalogue of Life.